# Gao Ling
Gao Ling (en xinès: 高崚; en pinyin: Gāo Líng) (Wuhan, República Popular de la Xina 1979) és una jugadora de bàdminton xinesa, guanyadora de quatre medalles olímpiques.

## Biografia
Va néixer el 14 de març de 1979 a la ciutat de Wuhan, població situada a la província de Hubei.

## Carrera esportiva
Especialsita en la modalitats de dobles, va participar als 21 anys en els Jocs Olímpics d'Estiu de 2000 realitzats a Sydney (Austràlia), on va aconseguir guanyar la medalla d'or en la competició de dobles mixts al costat de Zhang Jun, i la medalla de bronze en els dobles femenins al costat de Qin Yiyuan. En els Jocs Olímpics d'Estiu de 2004 realitzats a Atenes (Grècia) va aconseguir revalidar el seu títol olímpic en la modalitat de dobles mixts al costat novament de Jun i va aconseguir, així mateix, la medalla de plata en els dobles femenins al costat de Huang Sui. En els Jocs Olímpics d'Estiu de 2008 realitzats a Pequín (República Popular de la Xina) va participar en la competició de dobles femenins, si bé va finalitzar novena al costat de Zheng Bo.